# 阿根廷陆军第7步兵团
阿根廷陆军第7步兵团的全名是阿根廷陆军第7科罗内尔·孔德机械化步兵团，它目前驻扎在阿根廷的布宜诺斯艾利斯省的拉普拉塔市。目前它属于阿根廷陆军第1装甲旅。

## 历史
在1982年的马岛战争中，阿根廷陆军第7步兵团参与了朗顿山战役和无线岭战役。